# František Račanský
František Račanský (20. února 1900 Praha – 19. září 1988 Praha) byl český právník, národněsocialistický politik, člen národněsocialistické „politické šestky“ a účastník protinacistického odboje. Během komunistických politických procesů v 50. letech byl v rámci procesu „JUDr. Čupera a spol.“ odsouzen za velezradu a vyzvědačství k 28 letům odnětí svobody. V komunistických věznicích a táborech nakonec strávil téměř 13 let.

## Život

### Mládí, studium a druhá světová válka
František Račanský se narodil v Praze 20. února 1900 jako druhé dítě Františka Račanského a Marie Račanské, rozené Zikové. Otec František byl krejčovský pomocník, matka Marie pracovala v domácnosti. Měl čtyři sestry: Miloslavu, Boženu, Růženu a Jiřinu. Středoškolská studia zakončil maturitou na pražském reálném gymnáziu v Truhlářské ulici. V roce 1923 promoval na Právnické fakultě Univerzity Karlovy v Praze. Za okupace působil jako rada na pražském magistrátu. Zde se zapojil do odbojové činnosti, za kterou byl po válce vyznamenán Válečným křížem 1939. V roce 1946 byl jmenován nejprve vrchním a potom ústředním radou magistrátu.

### Po nástupu komunismu
Po únorovém komunistickém převratu byl „vyakčněn“. Až do zatčení pak působil ve vydavatelském a nakladatelském družstvu Církve československé Blahoslav. Již od roku 1923 byl František Račanský členem Československé strany socialistické, pozdější ČSNS. Během studií i za svého působení na pražském magistrátu se až do roku 1940 pravidelně stýkal s Miladou Horákovou. Na tu se obrátil s žádostí o pomoc i po svém propuštění v roce 1948. Následně se na její výzvu stal členem národněsocialistické „politické šestky“, orgánu, který udržoval kontakty s předúnorovým členstvem strany a navazoval styky se stejně smýšlejícími příslušníky ostatních demokratických stran. F. Račanský pro potřeby „politické šestky“ zajišťoval především místa setkání, která se několikrát odehrála v jeho bytě, jednou i v kanceláři kostela Církve československé v Praze 1 na Starém Městě, kde zastával funkci předsedy rady starších. Na schůzkách přednášeli jednotliví účastníci referáty a předkládali návrhy hospodářské, politické či církevní povahy, ve kterých reagovali na politickou situaci po únoru 1948. Projednávaly se také otázky pomoci postiženým rodinám uvězněných spolustraníků nebo zřizování krajských důvěrníků ČSNS. Jejich snahy směřovaly ke zdárnému chodu země po změně režimu.
František Račanský byl zatčen 27. září 1949 a po několikaměsíční vyšetřovací vazbě zařazen do procesu „JUDr. Čupera a spol.“, který navazoval na monstrproces s „dr. Horákovou Miladou a spol.“. Státní soud v Praze zasedal ve dnech 20.–21. června 1950. Soudnímu senátu předsedal JUDr. Vojtěch Rudý. F. Račanský byl pro zločiny velezrady a vyzvědačství odsouzen k 28 letům těžkého žaláře, peněžitému trestu ve výši 20 000 Kčs, konfiskaci veškerého majetku a k trestu odnětí občanských práv po dobu deseti let.
Po svém odsouzení prošel věznicemi Praha-Pankrác, Mírov, Leopoldov (v srpnu 1955 se zde zúčastnil i tzv. vzpoury) a Valdice. Během věznění prodělal srdeční infarkt. Podmínečně propuštěn byl na amnestii prezidenta republiky 9. května 1962. V té době mu bylo 62 let. Po návratu z vězení pracoval jako dělník a později účetní v Lidovém družstvu invalidů v Praze ve Zborovské ulici. V prosinci 1990 byl spolu s celou skupinou „JUDr. Čupera a spol.“ plně rehabilitován.